# 霍爾夫

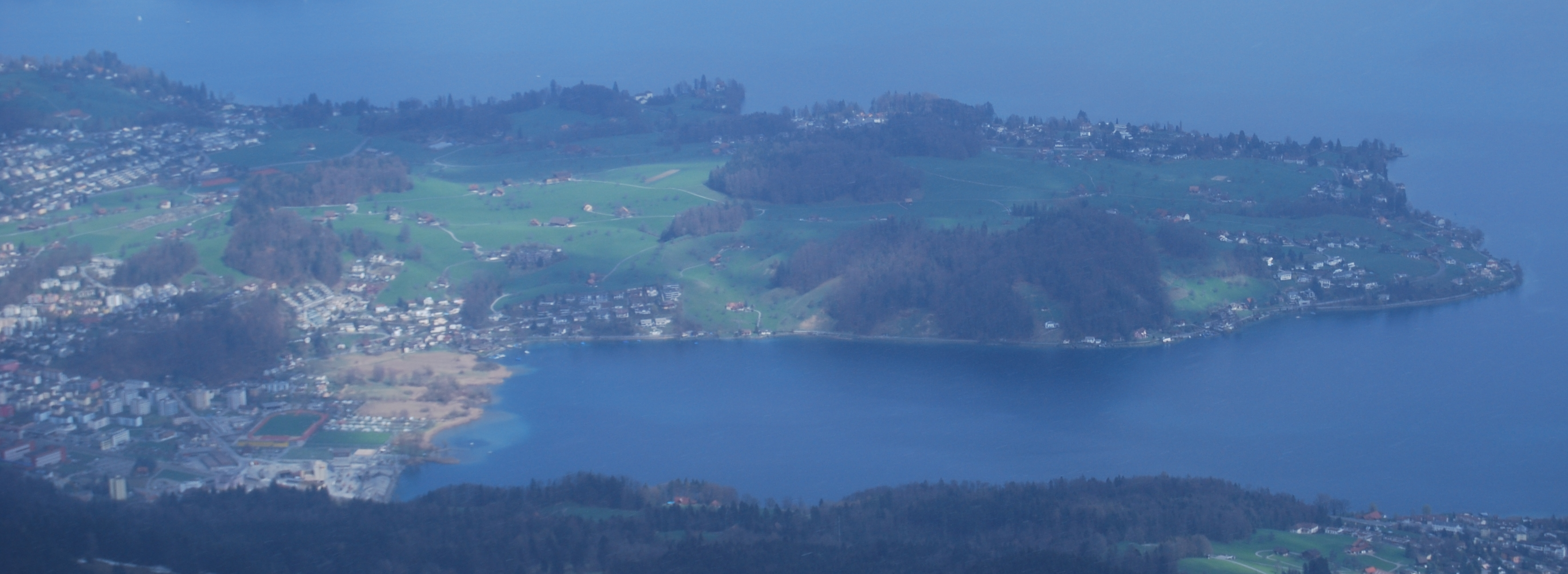

霍爾夫（德语：Horw）是瑞士的城鎮，位於該國中部，由琉森州負責管轄，面積12.84平方公里，海拔高度441米，2010年人口13,444，其中六成居民信奉羅馬天主教。